# 1951年の名古屋ドラゴンズ
1951年の名古屋ドラゴンズでは、1951年の名古屋ドラゴンズの動向をまとめる。
この年の名古屋ドラゴンズは、天知俊一監督の3年目のシーズンである。

## 概要
名古屋鉄道（名鉄）と中日新聞社が隔年で経営する体制となったことによりチーム名が「名古屋ドラゴンズ」に改称され、名鉄の千田憲三が1シーズン限りオーナーを務めた。
この年は2番に国枝利通を、開幕投手には後に監督を務めた近藤貞雄を迎えてスタート。この年は前年優勝の松竹が球団内の内紛で開幕から低迷したのを受け、巨人とともに優勝候補の筆頭に上がったもののペナントがはじまると巨人が独走し、名古屋・阪神が追い上げる展開が続いた。

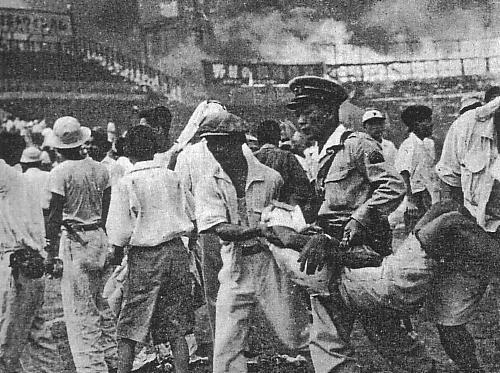
中日スタヂアムの火災（1951年8月19日）

8月19日の巨人戦で本拠地の中日スタヂアムがたばこの不始末で全焼。名古屋が3対1とリードし迎えた3回裏、初回に本塁打を放った西沢道夫が打席に入った時、ネット裏席上段から「火事だ！」の声が上がった。火は折からの強風にあおられ、あっという間に木造内野スタンドに燃え広がり、観客たちは悲鳴を上げて逃げまどった。グラウンドの名古屋ナインが人命救助に全力を挙げ、天知俊一監督をはじめ、杉下茂、西沢らが内野席のネットをよじ登り、逃げ遅れたファンを背負ってグラウンドの安全地帯へと誘導した。名古屋対巨人の前に行われた広島対国鉄の時に、煙草の吸殻が新聞紙に燃え移り、11度にわたってバケツの水で消火していた。このため、観客たちも注意が疎かになり始めた矢先の出来事であった。この日は真夏の晴天で建物が乾燥していたうえに、スタンドの木組みも極度の高温に達し、引火しやすくなっていたなどの状況も重なった結果、選手更衣室、記者室、売店などを含む3棟約1300坪を全焼する惨事となってしまった。選手や関係者などに死者は出なかったものの、巨人の独走や本拠地の全焼など不運が続き最終的に2年連続の2位となったものの勝ち星は前年から大きく減り、1954年の初優勝まで苦闘の日々が続いた。本拠地の中日球場は8月20日の試合から改築工事に入ったため、他球場に振り替えられた。
投手陣は3年目の杉下茂が28勝で最多勝を獲得し、三富恒雄が12勝、星田次郎が10勝をあげるもそれに続く投手はおらず、開幕投手の近藤は打線の援護なく未勝利に終わった。打撃陣は前年までの長打ブームが減少したことにより本塁打が67本まで減少したが、坪内道典、国枝、原田徳光の3人が20盗塁を記録するなど機動力重視のチームへ転換し、盗塁数がリーグ2位の161個を記録した。シーズン終了後、天知監督が辞任して坪内新監督が就任した。

## チーム成績

### レギュラーシーズン
| 1 | 中 | 坪内道典 |
| 2 | 二 | 国枝利通 |
| 3 | 右 | 原田徳光 |
| 4 | 一 | 西沢道夫 |
| 5 | 捕 | 野口明   |
| 6 | 左 | 杉山悟   |
| 7 | 遊 | 松本和雄 |
| 8 | 三 | 土屋亨   |
| 9 | 投 | 近藤貞雄 |

| 順位 | 4月終了時 | 4月終了時 | 5月終了時 | 5月終了時 | 6月終了時 | 6月終了時 | 7月終了時 | 7月終了時 | 8月終了時 | 8月終了時 | 最終成績 | 最終成績 |
| ---- | --------- | --------- | --------- | --------- | --------- | --------- | --------- | --------- | --------- | --------- | -------- | -------- |
| 1位  | 巨人      | --        | 巨人      | --        | 巨人      | --        | 巨人      | --        | 巨人      | --        | 巨人     | --       |
| 2位  | 国鉄      | 0.0       | 松竹      | 1.5       | 名古屋    | 3.5       | 名古屋    | 11.0      | 名古屋    | 14.0      | 名古屋   | 18.0     |
| 3位  | 名古屋    | 2.5       | 大阪      | 2.0       | 松竹      | 7.5       | 松竹      | 14.5      | 松竹      | 19.0      | 大阪     | 20.5     |
| 4位  | 大洋      | 3.0       | 名古屋    | 4.5       | 大阪      | 9.0       | 大阪      | 15.0      | 大阪      | 19.5      | 松竹     | 27.0     |
| 5位  | 松竹      | 3.5       | 国鉄      | 4.5       | 大洋      | 12.5      | 大洋      | 18.5      | 国鉄      | 25.0      | 国鉄     | 31.5     |
| 6位  | 広島      | 4.0       | 大洋      | 4.5       | 国鉄      | 13.5      | 国鉄      | 18.5      | 大洋      | 25.5      | 大洋     | 37.0     |
| 7位  | 大阪      | 4.5       | 広島      | 7.5       | 広島      | 17.0      | 広島      | 25.0      | 広島      | 33.5      | 広島     | 41.0     |

| 順位 | 球団             | 勝 | 敗 | 分 | 勝率 | 差   |
| 1位  | 読売ジャイアンツ | 79 | 29 | 6  | .731 | 優勝 |
| 2位  | 名古屋ドラゴンズ | 62 | 48 | 3  | .564 | 18.0 |
| 3位  | 大阪タイガース   | 61 | 52 | 3  | .540 | 20.5 |
| 4位  | 松竹ロビンス     | 53 | 57 | 5  | .482 | 27.0 |
| 5位  | 国鉄スワローズ   | 46 | 59 | 2  | .438 | 31.5 |
| 6位  | 大洋ホエールズ   | 40 | 64 | 4  | .385 | 37.0 |
| 7位  | 広島カープ       | 32 | 64 | 3  | .333 | 41.0 |

## オールスターゲーム1951
| 監督       | 天知俊一 |          |        |          |          |          |
| ファン投票 | 選出なし |          |        |          |          |          |
| 監督推薦   | 杉下茂   | 三富恒雄 | 野口明 | 坪内道典 | 西沢道夫 | 原田徳光 |

## できごと
- 1月25日 - 前年に球団と中日スタヂアムの一体運営を企図して両社を合併した名古屋野球株式会社から球団が再分離され、前身の名古屋軍（大日本野球連盟名古屋協会）、リーグ戦再開時の中部日本野球倶楽部に続く3代目の運営法人として株式会社名古屋野球倶楽部が発足（1954年に「株式会社中部日本野球協会」、1960年に「株式会社中日ドラゴンズ」へ改称し現在に至る）。
- 8月19日 - 対巨人19回戦の試合中、中日スタヂアムが全焼。

## 表彰選手
| リーグ・リーダー | リーグ・リーダー | リーグ・リーダー | リーグ・リーダー |
| 選手名           | タイトル         | 成績             | 回数             |
| ---------------- | ---------------- | ---------------- | ---------------- |
| 杉下茂           | 最多勝利         | 28勝             | 初受賞           |
| 杉下茂           | 沢村賞           |                  | 初受賞           |

| ベストナイン | ベストナイン | ベストナイン |
| 選手名       | ポジション   | 回数         |
| ------------ | ------------ | ------------ |
| 野口明       | 捕手         | 初受賞       |